# U-19-Fußball-Europameisterschaft der Frauen 2003
Die sechste U-19-Fußball-Europameisterschaft der Frauen wurde in der Zeit vom 25. Juli bis zum 3. August 2003 in Deutschland ausgetragen. Frankreich gewann das Turnier durch einen 2:0-Sieg über Norwegen. Für die Französinnen war es der erste Erfolg. Titelverteidiger Deutschland schied nach der Gruppenphase aus, Österreich und die Schweiz konnten sich nicht für die Endrunde qualifizieren. Torschützenkönigin war Shelley Thompson aus Deutschland.

## Qualifikation
Es wurden drei Gruppenphasen ausgetragen, wobei sich die vier Gruppensieger der dritten Gruppenphase sowie die drei besten Gruppenzweiten für die Endrunde qualifizieren. Gastgeber Deutschland war automatisch qualifiziert. Die österreichische Auswahl scheiterte bereits in der ersten Gruppenphase, während die Schweiz in der dritten Runde ausschied.

## Austragungsorte
Die Vorrunde wurde in Taucha, Markranstädt, Markkleeberg, Borna, Grimma, Regis-Breitingen, Machern, Wurzen und Zwenkau ausgetragen.
Die Halbfinal-Begegnungen wurden in Grimma und Markranstädt ausgespielt, während das Finale im Leipziger Alfred-Kunze-Sportpark stattfand.

## Vorrunde

### Gruppe A
| Pl. | Land        | Sp. | S | U | N | Tore    | Diff. | Punkte |
| --- | ----------- | --- | - | - | - | ------- | ----- | ------ |
| 1.  | England     | 3   | 2 | 0 | 1 | 005:800 | −3    | 06     |
| 2.  | Schweden    | 3   | 1 | 1 | 1 | 006:600 | ±0    | 04     |
| 3.  | Italien     | 3   | 1 | 1 | 1 | 006:600 | ±0    | 04     |
| 4.  | Deutschland | 3   | 1 | 0 | 2 | 007:400 | +3    | 03     |

|                               |   |          |                      |
| 25. Juli 2003 in Taucha       |   |          |                      |
| Deutschland                   | – | Italien  | 0:2 (0:2)            |
| 25. Juli 2003 in Markranstädt |   |          |                      |
| Schweden                      | – | England  | 1:2 (0:1)            |
| 27. Juli 2003 in Leipzig      |   |          |                      |
| Deutschland                   | – | Schweden | 1:2 (0:1)            |
| 27. Juli 2003 in Markkleeberg |   |          |                      |
| Italien                       | – | England  | 1:3 (1:2)            |
| 29. Juli 2003 in Torgau       |   |          |                      |
| Deutschland                   | – | England  | 6:0 (4:0)            |
| 29. Juli 2003 in Borna        |   |          |                      |
| Italien                       | – | Schweden | 3:3 (1:0), 1:4 i. E. |

Gastgeber Deutschland enttäuschte in seinen ersten Gruppenspielen und war nach den Niederlagen gegen Schweden und Italien bereits vorzeitig ausgeschieden. Der 6:0-Sieg über die bereits qualifizierten Engländerinnen war nur noch statistisch.
Das Spiel zwischen Italien und Schweden wurde erst im Elfmeterschießen entschieden, da beide Mannschaften punkt- und torgleich waren. Die Schwedinnen setzten sich letztendlich mit 4:1 durch.

### Gruppe B
| Pl. | Land        | Sp. | S | U | N | Tore    | Diff. | Punkte |
| --- | ----------- | --- | - | - | - | ------- | ----- | ------ |
| 1.  | Norwegen    | 3   | 2 | 1 | 0 | 006:400 | +2    | 07     |
| 2.  | Frankreich  | 3   | 1 | 1 | 1 | 006:600 | ±0    | 04     |
| 3.  | Niederlande | 3   | 1 | 0 | 2 | 004:500 | −1    | 03     |
| 4.  | Spanien     | 3   | 1 | 0 | 2 | 005:600 | −1    | 03     |

|                                   |   |             |           |
| 25. Juli 2003 in Grimma           |   |             |           |
| Norwegen                          | – | Frankreich  | 2:2 (0:1) |
| 25. Juli 2003 in Regis-Breitingen |   |             |           |
| Niederlande                       | – | Spanien     | 2:1 (0:1) |
| 27. Juli 2003 in Schkeuditz       |   |             |           |
| Norwegen                          | – | Niederlande | 2:1 (1:1) |
| 27. Juli 2003 in Wurzen           |   |             |           |
| Frankreich                        | – | Spanien     | 2:3 (0:2) |
| 29. Juli 2003 in Machern          |   |             |           |
| Spanien                           | – | Norwegen    | 1:2 (1:0) |
| 29. Juli 2003 in Zwenkau          |   |             |           |
| Frankreich                        | – | Niederlande | 2:1 (1:1) |

## Finalrunde

### Halbfinale
Im ersten Halbfinale setzte sich die Französische Auswahl durch die Treffer von Cécilia Josserand in der 12. und Nonna Debonne in der 89. Minute mit 2:0 gegen England durch und erreichte zum zweiten Mal in Folge das Endspiel.
In der zweiten Begegnung gingen die Schwedinnen durch zwei Tore von Nilla Fischer mit 2:0 in Führung, Norwegen konnte aber in der 71. Minute zum Anschlusstreffer kommen, ehe sie in der Nachspielzeit das 2:2 erzielten. Das Elfmeterschießen gewann Norwegen mit 4:2.
|                                |   |            |                      |
| 1. August 2003 in Markranstädt |   |            |                      |
| England                        | – | Frankreich | 0:2 (0:1)            |
| 1. August 2003 in Grimma       |   |            |                      |
| Norwegen                       | – | Schweden   | 2:2 n. V., 4:2 i. E. |

### Finale
Im Finale standen sich erneut Frankreich und Norwegen gegenüber, die Französinnen gewannen durch die Tore von Amélie Coquet (18. Minute) und Lilas Traïkia (46. Minute) mit 2:0.
|                           |   |          |           |
| 3. August 2003 in Leipzig |   |          |           |
| Frankreich                | – | Norwegen | 2:0 (1:0) |

Das französische EM-Aufgebot setzte sich wie folgt zusammen (in Klammern Zahl der Einsätze und der Treffer):
- Torfrauen: Sarah Bouhaddi (5), Laëtitia Stribick (0)
- Abwehrspielerinnen: Adeline Boyer (5), Anne-Laure Casseleux (5), Marie-Claude Herlem (5), Anne-Laure Perrot (5), Laure Lepailleur (1)
- Mittelfeldspielerinnen: Ophélie Meilleroux (5), Lilas Traïkia (5/1), Amélie Coquet (4/1), Nonna Debonne (4/1), Gaëtane Thiney (4/1), Alexandra Guiné (2/1), Julie Soyer (2)
- Stürmerinnen: Élise Bussaglia (5/3), Cécilia Josserand (5/2), Gwenaëlle Pelé (5), Élodie Thomis (3)